# 골드파트너
골드파트너란 B2B로 협력 관계를 맺은 기업들 중 협력사로서 높은 중요도를 지닌 기업을 뜻한다. 대기업에서는 여러 회사들과 협력 관계를 구축하게 되기 때문에 협력사들의 중요도에 따라 등급을 매겨 관리하는데, 분야별 최고에 해당하고 오랜 신뢰관계를 구축한 협력사를 골드파트너로 지칭하는 것이 보통이다. 예를 들어 미국에 본사를 둔 시스코(CISCO)사는 파트너 레벨을 골드, 실버, 프리미어 등 세 단계로 분류하여 관리해 왔으며, 마이크로소프트도 파트너십을 분야별로 등급을 매겨 관리하며 최상위 레벨을 골드파트너로, 차상위 레벨을 실버 파트너로 지칭한다.

## 참고 문헌
1. ↑   보관됨 2014-10-27 - 웨이백 머신“제품만 유통해서야”…시스코, 파트너 인증 강화, 블로터닷넷 2014.04.22]
2. ↑  “마이크로소프트 홈페이지 - 파트너”. 2014년 8월 1일에 원본 문서에서 보존된 문서. 2014년 10월 29일에 확인함.